# Massaker von Charterhouse Warren

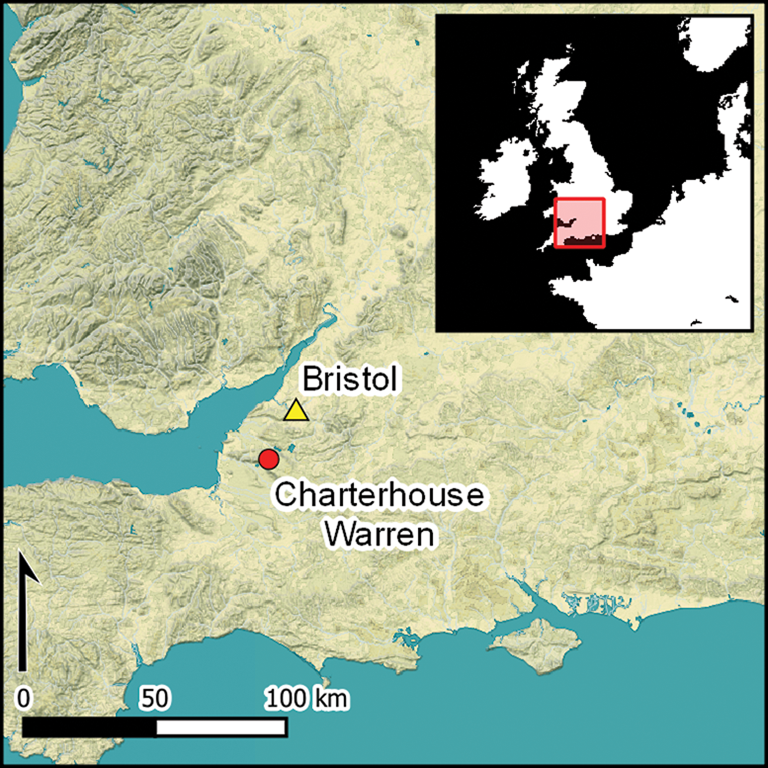
Lage der Fundstätte in der südwestenglischen Grafschaft Somerset

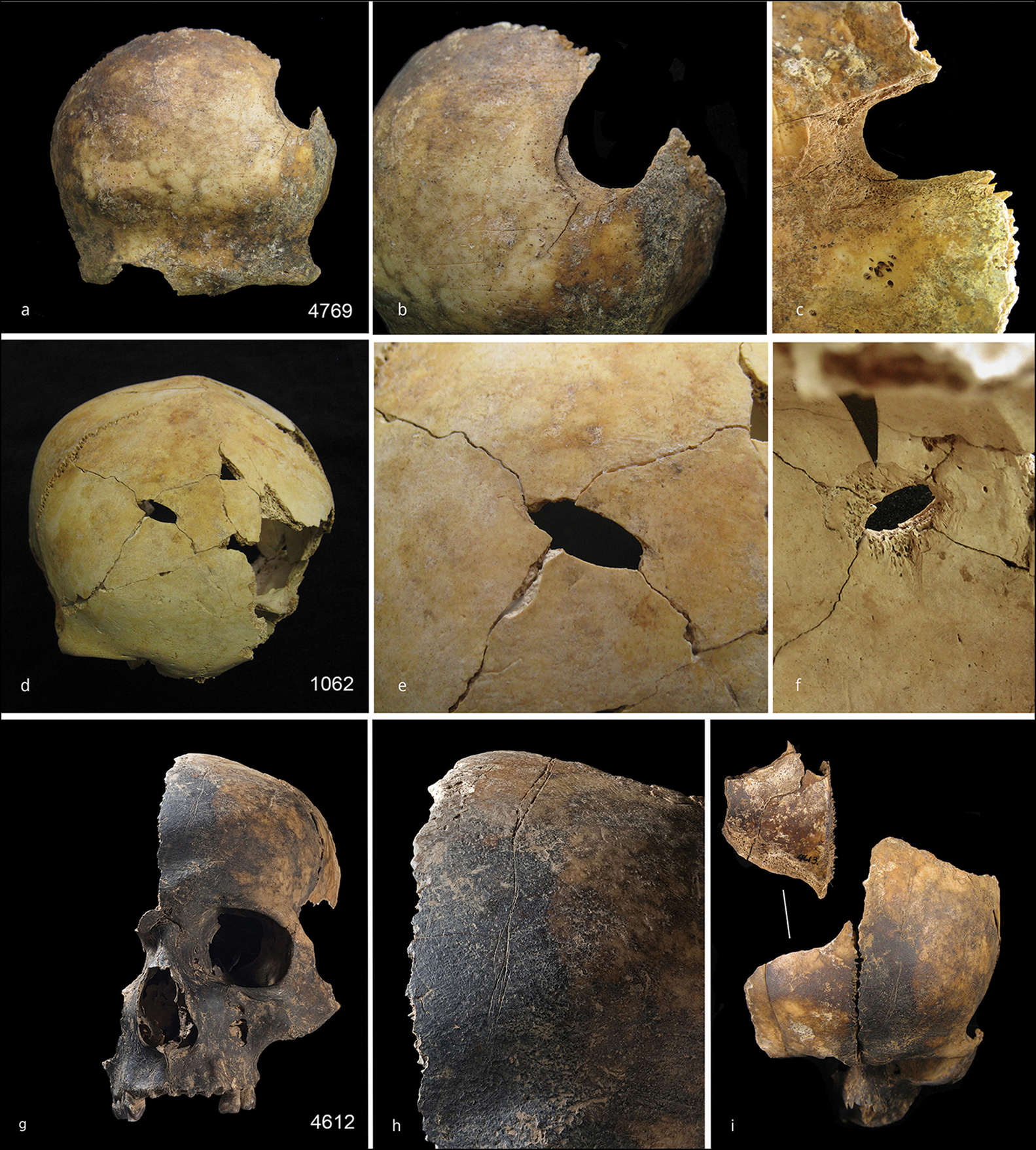
Beispiele für Verletzungen am Schädel

Beim Massaker von Charterhouse Warren wurden vor rund 4000 Jahren mindestens 37 bronzezeitliche Kinder, Frauen und Männer im Gebiet der heutigen Mendip Hills in der südwestenglischen Grafschaft Somerset aus nächster Nähe mit stumpfen Werkzeugen getötet und dann systematisch zerstückelt und entfleischt.

## Ausgrabung
Die Mendip Hills, ein aus verkarstetem Kalkstein bestehender Höhenzug, waren bereits in der Jungsteinzeit besiedelt. Im Verlauf von speläologischen und archäologischen Erkundungen wurde zwischen 1972 und 1976 sowie zwischen 1983 und 1986 auch ein rund 20 Meter tiefer, auf natürliche Weise im Kalkstein entstandener Schacht auf dem Gelände der zum Dorf Charterhouse zählenden Charterhouse Warren Farm ausgegraben. Geborgen wurden unter anderem Steinwerkzeuge, bronzezeitliche Keramikgefäße und die ähnlich alten Überreste von mindestens 13 menschlichen Skeletten sowie – aus einer Seitenkammer im oberen Bereich des Schachtes – Überreste eisenzeitlicher und römisch-britischer Bestattungen. Unter den Tierknochen im Schacht, der anfangs als Doline interpretiert wurde, befanden sich Reste von Auerochsen, die das letzte bekannte Überleben dieser Art in Großbritannien darstellen.
Die Stelle war bekannt dafür gewesen, dass sich das Wasser bei starken Niederschlägen zwar in einer kleinen Mulde sammelte, dort aber ungewöhnlich schnell versickerte, weswegen man an dieser Stelle den Zugang zu einem unterirdischen Hohlraum vermutete. Tatsächlich wurde in den 1980er-Jahren, angrenzend an den Schacht, ein verzweigtes Höhlensystem nachgewiesen.

## Interpretation der Knochenfunde
Als 1988 die Befunde der Grabungen auf dem Gelände der Charterhouse Warren Farm in einem ausführlichen Fachartikel publiziert wurden, erwähnten die Autoren die Entdeckung von 204 verstreut liegenden, menschlichen Knochen – einige mit Schnittspuren – in einer Tiefe von rund 15 Metern, datiert in die frühe Bronzezeit. Tatsächlich wurden 1975 aus dieser als Horizont 2 bezeichneten Schicht aber mehr als 3000 Knochen sowie ein fast vollständig erhaltenes Gefäß aus der Glockenbecherkultur geborgen.
Anhand von erhalten gebliebenen Unterkiefern und großen Röhrenknochen, die nur einzeln oder paarweise zu einer bestimmten Person gehört haben, wurde 2024 rekonstruiert, dass mindestens die zerstückelten Überreste von 37 Individuen in den Schacht geworfen wurden, von Neugeborenen, Kindern und Jugendlichen, Erwachsenen beiderlei Geschlechts. Mehrere Schädel weisen deutliche Anzeichen eines Traumas durch stumpfe Gewalt auf, zahlreiche andere Knochen Schnittspuren und Brüche, die erst nach dem Tod verursacht wurden. Wörtlich heißt es in der Studie: „Die Lage der Schnittspuren an den postcranialen Skelettresten entspricht sowohl der Exartikulation als auch der Entfleischung.“ Schnittspuren an mehreren 1. Halswirbeln deuten auf eine Trennung des Kopfes vom Körper hin, einer der vollständigeren Schädel weist mehrere Schnittmarken entlang des Stirnbeins auf, die auf die Entfernung der Kopfhaut hindeuten; mehrere Rippen haben auf ihrer Innenseite Schnittspuren, woraus abgeleitet werden kann, dass der Brustkorb geöffnet wurde – laut Studie ein Umgang mit den Leichen „auf eine Art und Weise, die man nur als Schlächterei bezeichnen kann.“
Datiert wurden die Funde im Jahr 2024 in die Zeitspanne zwischen 2197 und 2038 v. u. Z. (cal BC), und ihre Auffindesituation deutet den Autoren der Studie zufolge auf ein einziges, extrem gewalttätiges Ereignis hin. Da auf den Britischen Inseln kein vergleichbares Massaker belegt ist, halten sich die Autoren mit Deutungen zurück: Weder Klimawandel noch ethnische Konflikte oder der Wettbewerb um materielle Ressourcen scheinen überzeugende Erklärungen zu bieten. Sie erwähnen jedoch, man könne das Massaker am besten als eine extreme Form von „Gewalt als Performance“ interpretieren, bei der es nicht nur darum ging, eine andere Gruppe auszurotten, sondern sie dabei gründlich „anders“ zu machen und sie möglicherweise zu verzehren.

## Belege
1. ↑  Mendip Hills: An Archaeological Survey of the Area of Outstanding Natural Beauty (Memento vom 22. Februar 2014 im Internet Archive). Im Original publiziert im Jahr 1992 auf somerset.gov.uk.
2. ↑  Historic England Research Records: Charterhouse Warren Farm Swallet. Auf: heritagegateway.org.uk, Stand: Ende 1981.
3. 1 2   Bruce M. Levitan et al.: Charterhouse Warren Farm Swallet: exploration, geomorphology, taphonomy and archaeology. In: Proceedings of the University of Bristol Spelaeological Society. Band 18, Nr. 2, 1988, S. 171–239, Volltext (PDF).
4. ↑  Rick J. Schulting et al.: ‚The darker angels of our nature‘: Early Bronze Age butchered human remains from Charterhouse Warren, Somerset, UK. In: Antiquity. Online-Vorabveröffentlichung vom 16. Dezember 2024, S. 1–17, doi:10.15184/aqy.2024.180.